# Jean-Marc Nollet
Jean-Marc Nollet (ur. 7 stycznia 1970 w Mouscron) – belgijski polityk i samorządowiec, deputowany krajowy, minister i wicepremier w rządach Francuskiej Wspólnoty Belgii i Regionu Walońskiego, w latach 2018–2024 współprzewodniczący Ecolo (początkowo z Zakią Khattabi, od 2019 z Rajae Maouane).

## Życiorys
W 1992 uzyskał licencjat z politologię na Université catholique de Louvain, w trakcie studiów kierował organizacją studentów frankofońskich Fédération des Étudiants Francophones (1990–1991). Związał się z ugrupowaniem Ecolo. Od 1994 do 1999 sekretarz grupy Ecolo w Parlamencie Francuskiej Wspólnoty Belgii, od 1995 do 1999 wiceszef rady dyrektorów nadawcy radiowo-telewizyjnego RTBF. W 2003, 2007, 2014 i 2019 wybierany do Izby Reprezentantów, gdzie m.in. kierował frakcją Ecolo-Groen (mandat sprawował z przerwami na pełnienie obowiązków ministra). W latach 1999–2004 minister ds. dzieci i młodzieży w rządzie Francuskiej Wspólnoty Belgii, w latach 2009–2014 w tym samym rządzie wicepremier i minister ds. służby publicznej, badań naukowych i infrastruktury dla dzieci. Ponadto od 2009 do 2014 zasiadał w rządzie Regionu Walońskiego jako wicepremier odpowiedzialny za służbę publiczną i zrównoważony rozwój. W 2009 był oddelegowany jako zastępca do Zgromadzenia Parlamentarnego Rady Europy.
W listopadzie 2018 wybrany współprzewodniczącym Ecolo, ponownie uzyskał to stanowisko w kolejnym głosowaniu we wrześniu 2019. W głosowaniu z czerwca 2024 nie utrzymał mandatu w Izbie Reprezentantów. Jednocześnie złożył rezygnację ze stanowiska prezesa Ecolo i ogłosił wycofanie się z polityki.
Był żonaty z działaczką związkową Marie-Hélène Ska, z którą ma troje dzieci.

## Odznaczenia
Komandor Orderu Leopolda.